# Verdrag van goed nabuurschap, vriendschap en samenwerking tussen de Volksrepubliek China en de Russische Federatie

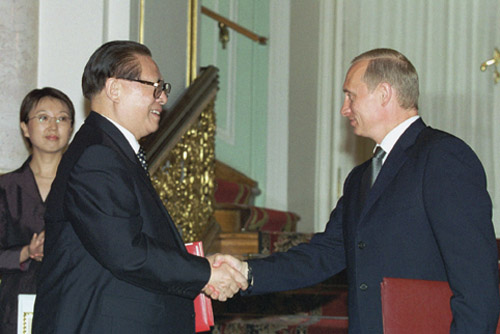
Vladimir Poetin en Jiang Zemin bij ondertekening verdrag

Het Verdrag van goed nabuurschap, vriendschap en samenwerking tussen de Volksrepubliek China en de Russische Federatie (Vereenvoudigd Chinees: 中俄睦邻友好合作条约, Russisch: Договор о Добрососедстве Дружбе и Сотрудничестве Между Российской Федерацией и Китайской Народной Республикой; Dogovor o Dobrososedstve Droezjbe i Sotroednitsjestve Mezjdoe Rossiejskoj federatsiej i Kitajskoj Narodnoj Respoeblikoj) is een twintigjarig strategisch verdrag dat werd getekend door de regeringsleiders van de twee grootmachten Jiang Zemin en Vladimir Poetin op 16 juli 2001.

## Overzicht
Het verdrag schetst de brede lijnen die moeten dienen als een basis voor vreedzame relaties, economische samenwerking en diplomatieke en geopolitiek vertrouwen. Artikel 9 kan echter worden gezien als een impliciet defensiepact, en andere artikelen (A7 en A16) verwijzen naar vergrotende militaire samenwerking, waaronder het delen van "militaire knowhow" (A16), namelijk Chinese toegang tot Russische militaire technologie.
Het verdrag omvat ook een wederzijdse samenwerkende aanpak van regelgeving met betrekking tot milieutechnologie en energiebehoud en naar internationale financiën en handel. Het document bevestigt Ruslands standpunt met betrekking tot Taiwan; als "een onvervreemdbaar deel van China" (A5), maar Tibet wordt niet genoemd. Het verdrag benadrukt echter de verplichting tot het verzekeren van de "nationale eenheid en territoriale integriteit" in de beide landen (A4).